# オコエ桃仁花
オコエ 桃仁花（オコエ もにか、1999年2月7日 - ）は、日本の女子バスケットボール選手である。ポジションはセンターフォワード。WリーグのENEOSサンフラワーズ所属。コートネームはティナ。東京都出身。マネージメント会社は株式会社Athlete Solution。

## 経歴
ナイジェリア人の父と日本人の母の間に生まれ、プロ野球選手のオコエ瑠偉を兄に持つ。
秋津東ミニでバスケを始め、東村山六中を経て明星学園高に進み、2年時にはインターハイ3位。
U-17日本代表に選ばれ世界選手権に出場。
2017年、デンソーアイリスに入団。
2018年、国際強化試合のチャイニーズタイペイ戦で女子日本代表デビューした。同年のワールドカップにも出場。
2019年オフ、富士通レッドウェーブに移籍。
2019年5月、白線ヘルニアを発症し、手術をしたが、約1ヵ月半のスピード復帰を果たした。
2022年9月末をもって富士通を退団し、ギリシャリーグのエレフテリア・モシャトウに移籍。
2023年3月30日、エレフテリア・モシャトウを双方合意の上で退団し、オーストラリア・WBNL1リーグのジーロング・スーパーキャッツに移籍することを発表した。
2024年よりWリーグに復帰しENEOSサンフラワーズへ入団。

## 日本代表歴
- 2016 U-17世界選手権
- 2018 ワールドカップ9位
- 2019 東京五輪アジア・オセアニア地区プレ予選大会[13]
- 2021 東京オリンピック準優勝 - 1試合平均4.2得点を記録した
- 2021 FIBAアジアカップ優勝 - チーム最多の13.8得点
- 2022 FIBAワールドカップ2022予選
- 2022 2022年FIBA女子バスケットボール・ワールドカップ - 9位
- 2023 2022年アジア競技大会 - 準優勝
- 2023 FIBAアジアカップ準優勝